# Haloni
Haloni su tvari koje se koriste u vatrogasnim aparatima i sadrže brom. Oni uništavaju ozonski omotač.

## Korištenje
Razni spojevi su se koristili u poljoprivredi, kemijskom čišćenju, suzbijanju požara i drugim primjenama.